# Баррет Олівер
Баррет Спенсер Олівер (народився 24 серпня 1973) — американський фотограф і колишній актор-дитина. Він найбільш відомий своєю роллю Бастіана Бальтазара Букса в екранізації роману Міхаеля Енде « Нескінченна історія», після чого були ролі в «Дерилі», « Кокон » і «Кокон: Повернення» .

## Кар'єра
Олівер грав другорядні ролі на телебаченні та в кіно, поки не знявся в ролі Бастіана у фільмі 1984 року «Нескінченна історія» . Згодом його взяли на головну роль у короткометражному фільмі Тіма Бертона « Франкенвіні »  та в ролі кіборга «Деріл» у фільмі 1985 року « ДЕРІЛ», за роль у якому він отримав премію «Сатурн» . 
Його останньою роллю в повнометражному фільмі був Віллі Сарав'ян у ансамблевій комедії Пола Бартеля 1989 року « Сцени з класової боротьби в Беверлі-Хіллз ». 
Пізніше Олівер став друкарем і фотографом, який спеціалізувався на таких процесах дев'ятнадцятого століття, як колодій і Woodburytype . Його роботи демонструвалися на виставках музеїв і галерей, використовувалися у фільмах. У 2007 році видавництво Карла Мауца опублікувало його книгу «Історія Вудберітайпа». 

## Фільмографія

### Кіно
| рік  | Назва                                     | Роль                  | Примітки |
| ---- | ----------------------------------------- | --------------------- | --- |
| 1982 | Джекіл і Хайд. . Знову разом              | Дитина в супермаркеті | Кінодебют |
| 1982 | Поцілуй мене на прощання                  | Маленький хлопчик     | |
| 1982 | Сім'я Круг                                | QP                    | Телевізійний фільм |
| 1983 | Незвичайна доблесть                       | Дитина №2             | |
| 1984 | Нескінченна історія                       | Бастіан               | |
| 1984 | Запрошення до пекла                       | Роббі Вінслоу         | |
| 1984 | Франкенвіні                               | Віктор Франкенштейн   | Короткий фільм |
| 1985 | ДЕРІЛ                                     | Деріл                 | Премія «Сатурн» за найкращу роль молодшого актора </br> Номінація— Премія Young Artist за найкращого молодого актора у фільмі |
| 1985 | Кокон                                     | Девід                 | |
| 1986 | Пляма позначає Х                          | Кен Міллер            | Телевізійний фільм |
| 1987 | Таємний сад                               | Дікон Сауербі         | Телевізійний фільм |
| 1988 | Кокон: Повернення                         | Девід                 | |
| 1989 | Сцени з класової боротьби в Беверлі Хіллз | Віллі Сарав'ян        | Фінальний фільм |

### Телебачення
| рік      | Назва                  | Роль               | Примітки |
| -------- | ---------------------- | ------------------ | --- |
| 1981 рік | Неймовірний Халк       | Малюк Джиммі       | Епізод: "Ветеран" |
| 1982 рік | Лицар Вершник          | приятель           | Епізод: "Лицар Фенікса - Частина 1 і 2"                                                                                  |
| 1983 рік | Люблю, Сідні           | Невідомий          | Епізод: «Вечірка-сюрприз»                                                                                                |
| 1984 рік | Лотерея!               | Невідомий          | Епізод: "Сан-Дієго - Бінго!"                                                                                             |
| 1984 рік | Шосе до раю            | Артур Нілі         | Епізод: "To Touch the Moon" </br> Номінація— Премія Young Artist за найкращого молодого запрошеного актора в телесеріалі |
| 1984 рік | Шукач втрачених кохань | Метью Пауелл       | Епізод: «Портрети» |
| 1986 рік | Сутінкова зона         | Джорджі            | Епізод: " Gramma " |
| 1987 рік | Вигадки та легенди     | Хендрік Ван Тассел | Епізод: «Легенда про Сонну Лощину»                                                                                       |
| 1988 рік | Хуперман               | Ентоні             | Епізод: «Я та містер Магу»                                                                                               |

## Нагороди та номінації
| рік      | Нагорода                                          | Робота              | Категорія                                                          | Результат   |
| -------- | ------------------------------------------------- | ------------------- | ------------------------------------------------------------------ | ----------- |
| 1983 рік | Премія молодого художника                         | Сім'я Круг          | Кращий молодий актор у спеціальному телесеріалі                    | Номінований |
| 1985 рік | Премія молодого художника                         | Шосе до раю         | Кращий молодий актор - гість у телесеріалі                         | Номінований |
| 1985 рік | Премія молодого художника                         | Нескінченна історія | Кращий молодий актор у фільмі - мюзикл, комедія, пригоди або драма | Номінований |
| 1986 рік | Премія молодого художника                         | ДЕРІЛ               | Найкраща головна роль молодого актора – фільм                      | Номінований |
| 1986 рік | Премія «Сатурн» за найкращу роль молодшого актора | ДЕРІЛ               | Краща гра молодшого актора                                         | Виграв      |